# Antoine de Pluvinel
Antoine de Pluvinel (1552, Cresta, Dauphiné-24 de agosto de 1620) fue el primero de los maestros de equitación franceses, y ha tenido gran influencia en el moderno dressage. Escribió L'Instrucción du Roy en l'exercice de monter à cheval ("Instrucción del Rey en el arte de montar a caballo"). Tutor del rey Luis XIII de Francia, también fue conocido por perfeccionar un método de doma en el que introdujo el uso de dos pilares para acostumbrar a la montura a controlar sus movimientos en espacios reducidos, así como utilizando el ejercicio del movimiento de "espalda adentro" para aumentar la flexibilidad del caballo.

## Historia

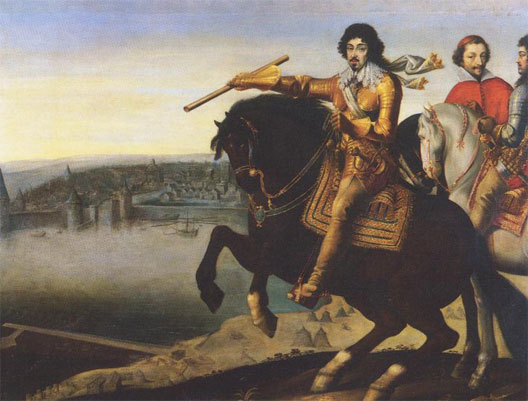
Luis XIII, alumno de Pluvinel

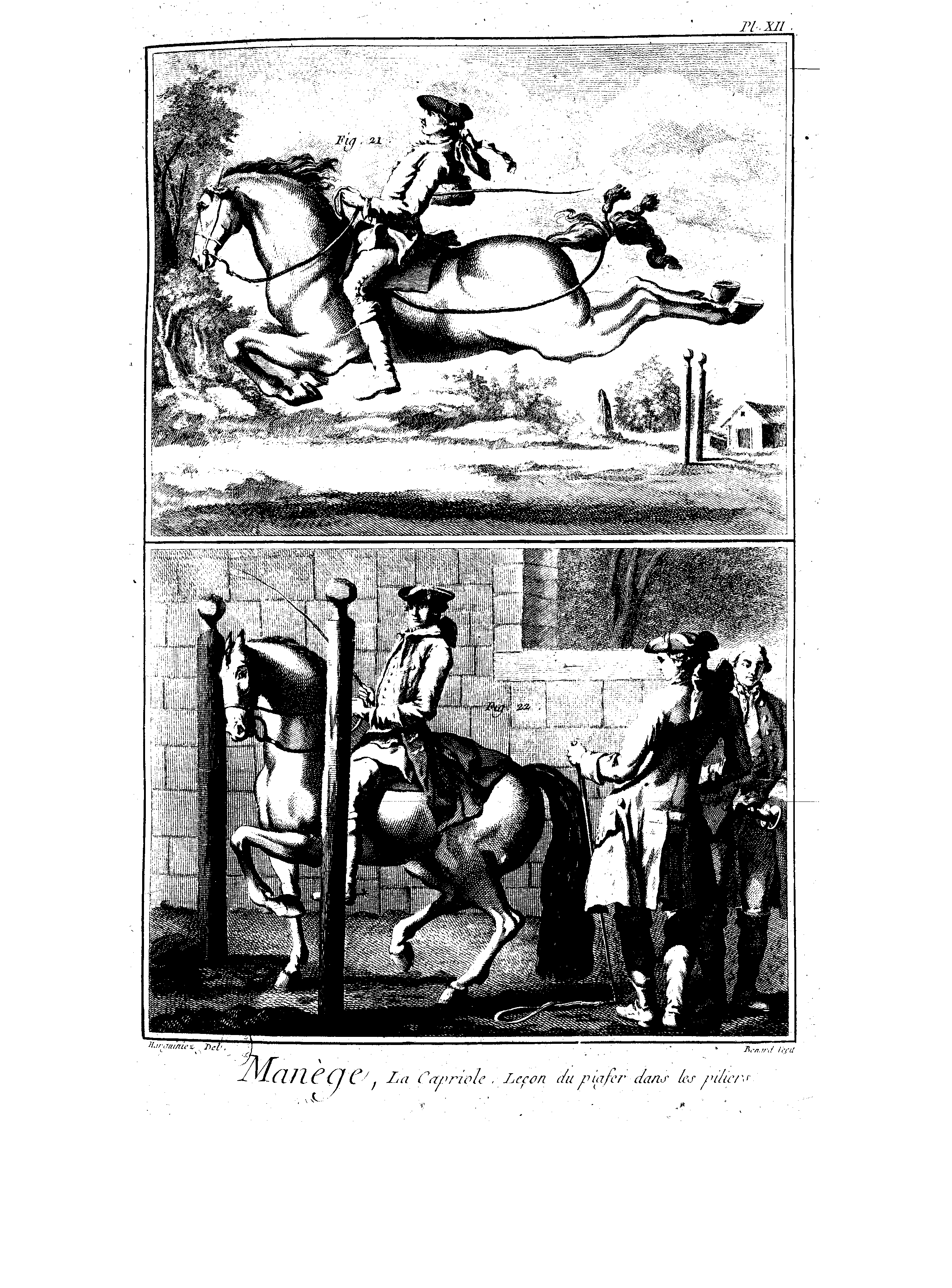
Ejercicio de piafado entre dos pilares (abajo)

Antoine de Pluvinel nació en la ciudad de Crest, entonces en la provincia francesa del Delfinado en 1552 según las memorias de su yerno, aunque otros autores sitúan su año de nacimiento en 1555. Pluvinel viajó a Italia en su juventud para iniciarse en la doma ecuestre con Giovanni Battista Pignatelli, con el que permaneció hasta 1571 o 1572, cuando regresó a Francia para estudiar con M. de Sourdis, antes de convertirse en primer caballerizo del entonces Duque de Anjou (posteriormente, Enrique III de Francia), acompañándole a su nuevo trono en Polonia. Después de la muerte de  Carlos IX, Enrique regresó a Francia, llevando a Pluvinel en su séquito.

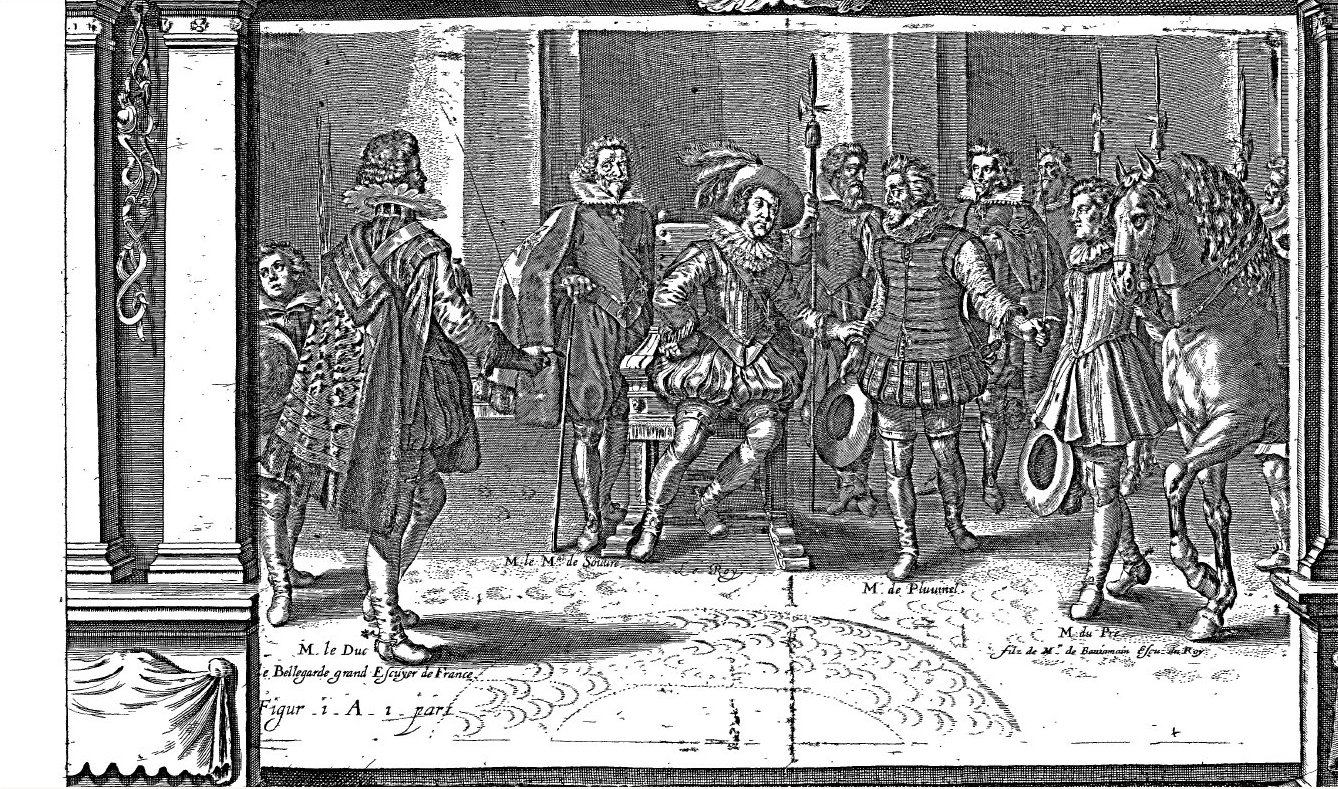
Pluvinel en la corte con Luis XIII

Concedió múltiples honores a Pluvinel, ampliados por su cuñado Enrique IV desde 1589, incluyendo los cargos de chambelán, tutor del Duque de la Vendôme, gobernador de Grosse Tour de Bourges, y subtutor del delfín Luis (el futuro Luis XIII), a quien enseñó a montar a caballo. El diario de Jean Héroard (testigo principal de la niñez de Luis XIII) describe las relaciones entre el futuro rey y su subtutor.
En 1594, Pluvinel fundó la "Academie d'Equitación" cerca de lo que es ahora el barrio parisino de Pyramides, un sueño largo tiempo acariciado. Allí, la nobleza francesa se adiestraba tanto en equitación como en las disciplinas sociales más variadas (danza, moda...), con una notable influencia sobre los usos de la aristrocracia europea durante la época del tránsito del siglo XVI al siglo XVII. Richelieu, el futuro primer ministro de Luis XIII fue instruido en la Academia; al igual que el duque Guillermo de Cavendish.
Pluvinel murió el 24 de agosto de 1620 sin dejar ningún heredero varón. Su apellido pasó a sus sobrinos La Baume, que fueron autorizados a añadir Pluvinel a su propio apellido, perpetuado posteriormente en el título de marqueses de la Baume de Pluvinel (1693).
El libro de Pluvinel fue publicado póstumamente por el grabador flamenco Crispijn van de Passe II con la colaboración del ayuda de cámara del rey J.D. Peyrol, aunque la primera versión de 1623, con el título "Le Maneige Real" (incluyendo magníficos grabados) no llegó a ver la luz. Sería en 1625 cuando el libro fue publicado en su versión íntegra, editado por Menou de Charnizay (un antiguo amigo de Pluvinel) con su título definitivo: "L'Instrucción du Roy en l'exercice de monter à cheval" ("La Instrucción del Rey en el ejercicio de la equitación"). Desde entonces ha sido reeditado varias veces y traducido a muchas lenguas.

## Teoría de la doma
Pluvinel es conocido por la total ausencia de brutalidad de sus métodos de entrenamiento, basados en dos ideas básicas entonces novedosas: el cuidado de la psicología del animal, y la norma de que el caballo debe considerarse como un ser sensible e inteligente. 
A diferencia de su profesor italiano Pignatelli, quién a menudo utilizaba métodos de una cierta dureza para obtener la obediencia del caballo, Pluvinel empleaba el elogio, el uso prudente de la fuerza, y pequeñas reprimendas (sencillas sacudidas del freno) para conseguir ganarse la voluntad del animal.
Es también considerado como el primer adiestrador que introdujo el uso de dos pilares para sujetar al caballo mientras es entrenado (La Noue considera erróneamente que fue el griego Eumenes su inventor), empleándolos extensivamente. Además, usaba los movimientos de dos trayectorias, como la espalda adentro y los giros cerrados para mejorar la flexibilidad del caballo.
Sus teorías defienden que el caballo tiene que gozar del trabajo gracias a una equitación suave y comprensiva, concluyendo que se moverá mucho más agraciadamente si disfruta con los ejercicios de la doma.

## Publicaciones
- Maneige royal ou l'on peut remarquer le defaut et la perfection du chevalier, en tous les exercices de cet art, digne des princes, fait et pratiqué en l'instruction du Roy, par Antoine Pluvinel, son escuyer principal ... Le tout gravé et représenté en grandes figures de taille-douce par Crispian de Pas ...  Paris: Guillaume le Noir et Melchior Tavernier, 1623
- L'Instruction du Roy en l'exercice de monter à cheval, par messire Antoine de Pluvinel,... Enrichy de grandes figures en taille-douce... desseignées et gravées par Crispian de Pas le jeune Paris: Michel Nivelle, 1625